# Smólnik (województwo kujawsko-pomorskie)
Smólnik – wieś w Polsce położona w województwie kujawsko-pomorskim, w powiecie włocławskim, w gminie Włocławek.
W latach 1975–1998 miejscowość położona była w województwie włocławskim. Według Narodowego Spisu Powszechnego (III 2011 r.) liczyła 259 mieszkańców. Jest dziewiątą co do wielkości miejscowością gminy Włocławek.
We wsi stoi kościół św. Bartłomieja Apostoła.